# Moersdorf
Moersdorf (lb. Méischdref, niem. Mörsdorf) – wieś (Uertschaft) we wschodnim Luksemburgu, w kantonie Echternach, w gminie Rosport-Mompach. Do 3 października 2015 miejscowość leżała w dystrykcie Grevenmacher. Wieś zamieszkuje 408 osób (1 stycznia 2023). Do 31 grudnia 2017 miejscowość leżała w gminie Mompach.